# ワッカウㇱカムイ
ワッカウㇱカムイ (wakka us kamuy, Waka-ush Kamuy)は新鮮な水を司るアイヌのカムイ（女神）である。別名、ペトルㇱマッ（pet or us mat, Petorush Mat, 水場の女）とも呼ばれる。 

## 描写
ワッカウㇱカムイは、踊りと歌が得意な長髪の女性として描写されている。 

## 神話
アイヌ神話では、アイヌの集落を中心とした川の流域を管理し、すべての淡水を司る慈悲深い女神である。人類に同情的な女神で、彼らに代わって他のカムイと仲裁するように嘆願されることもある。 
そのような神話の1つは、ワッカウㇱカムイがどのようにして勃発した飢饉を終わらせたかを物語っている。文化英雄で魔術師でもあるオキクルミに請われ、急流のカムイ、魚のカムイ、遊びのカムイ、狩猟の女神ハシナウウㇰカムイ、土地の監督者コタンコㇿカムイを宴に招待する。彼女は踊り、歌い、彼らを楽しませ、夜の間に人間の窮状の話を持ち出す。魚のカムイは、人間が適切な儀式で魚を殺さなかったので、彼の倉庫に鮭を閉じ込めたと彼女に知らせた。遊びのカムイは鹿で同じことが起こったと言っている。人間が供物をしていないので、コタンコㇿカムイも怒っている。ワッカウㇱカムイと同情的なハシナウウㇰカムイは踊りを続けながら、魂を土蔵に送り、鹿や鮭を逃がしてしまう。騒ぎにならないようにするためには、他のカムイは宴を続けるしかなかった。その後、ワッカウㇱカムイはオキクルミの夢の中で、何が起こったのかとその理由を伝え、儀式が適切な方法で行われたことを確認するために警告した。 